# What Happened to Monday
What Happened to Monday (In sommige landen uitgebracht als: Seven Sisters) is een Brits-Frans-Belgische sciencefictionfilm uit 2017, geregisseerd door Tommy Wirkola. De film ging in première op 6 augustus 2017 op het Internationaal filmfestival van Locarno.

## Verhaal
In de nabije toekomst is de wereld zo overbevolkt geraakt, dat er een zeer streng één kind per gezin beleid wordt gehanteerd onder toezicht door het Child Allocation Bureau onder leiding van Nicolette Cayman. Daarmee worden alle geboren kinderen, behalve het oudste kind ingevroren totdat er een oplossing is gevonden. Daarbij behoren ook meerlingen of kinderen die later alsnog worden gevonden! Iedereen wordt voortdurend in de gaten gehouden en gecontroleerd door middel van een elektronische armband. Enkele jaren later moet Karen Settman bevallen van een identieke zevenling en sterft. Haar vader Terrence geeft de kinderen de namen van de dagen van de week en houdt ze verborgen in een appartement. Hij brengt de kinderen groot en elk kind mag alleen naar buiten op de dag van haar naam. Eenmaal buiten heten ze Karen Settman, de naam van hun moeder. Als ze weer thuis komen delen ze alle belangrijke informatie wat ze buiten hebben meegemaakt met elkaar. Alles gaat dertig jaar goed totdat Monday niet meer thuis komt van haar werk.

## Rolverdeling
| Acteur                   | Personage               |
| ------------------------ | ----------------------- |
| Noomi Rapace             | De Settman zussen       |
| Glenn Close              | Nicolette Cayman        |
| Willem Dafoe             | Terrence Settman        |
| Marwan Kenzari           | Adrian Knowles          |
| Christian Rubeck         | Joe                     |
| Pål Sverre Valheim Hagen | Jerry                   |
| Tomiwa Edun              | Eddie                   |
| Cassie Clare             | Zaquia                  |
| Robert Wagner            | Charles Benning         |
| Clara Read               | De jonge Settman zussen |